# Dolophones mammeata
Dolophones mammeata är en spindelart som först beskrevs av Eugen von Keyserling 1886.  Dolophones mammeata ingår i släktet Dolophones och familjen hjulspindlar. Inga underarter finns listade i Catalogue of Life.